# Liste de femmes géographes
Ceci est une liste de femmes géographes, ayant fait des contributions remarquables à la géographie.
- Haut – A
- B
- C
- D
- E
- F
- G
- H
- I
- J
- K
- L
- M
- N
- O
- P
- Q
- R
- S
- T
- U
- V
- W
- X
- Y
- Z

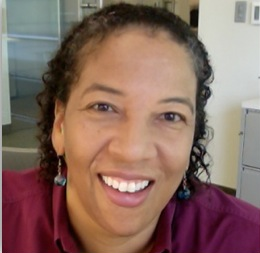
Dawn Wright, géographe et océanographe
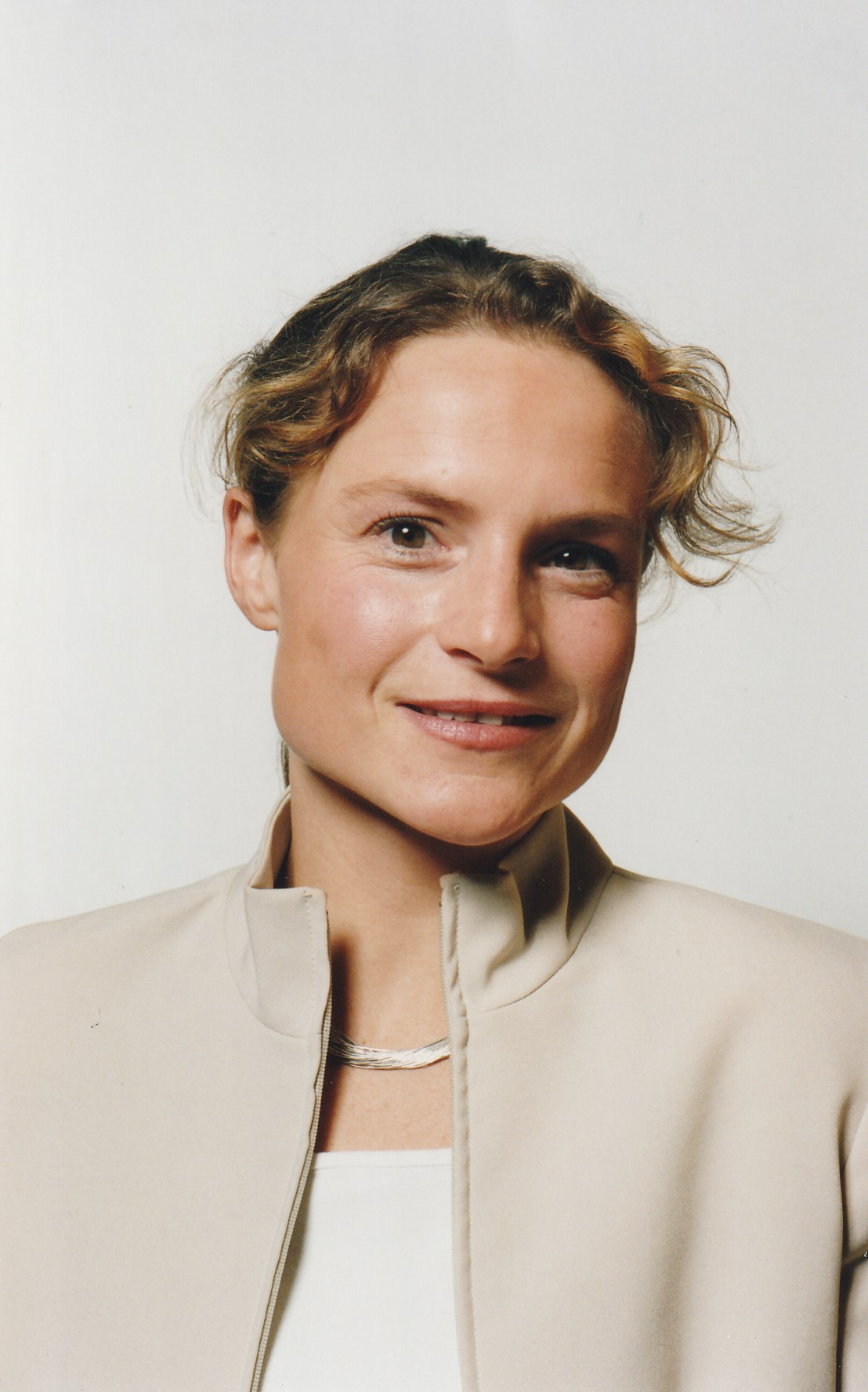
Valérie Gelézeau, spécialiste des Corées
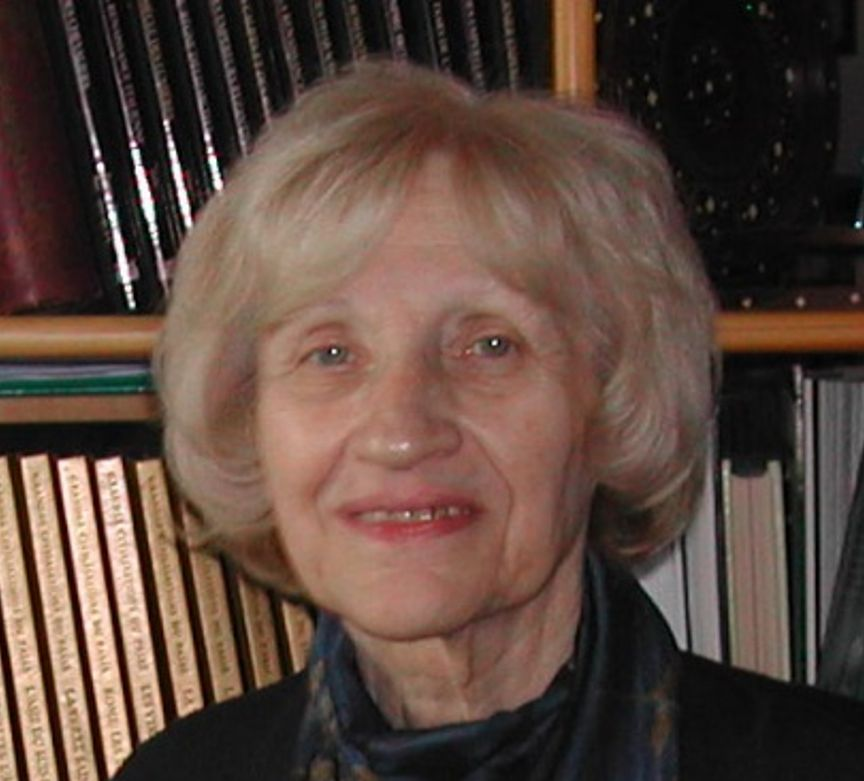
Colette Cauvin, figure des transformations cartographiques en France
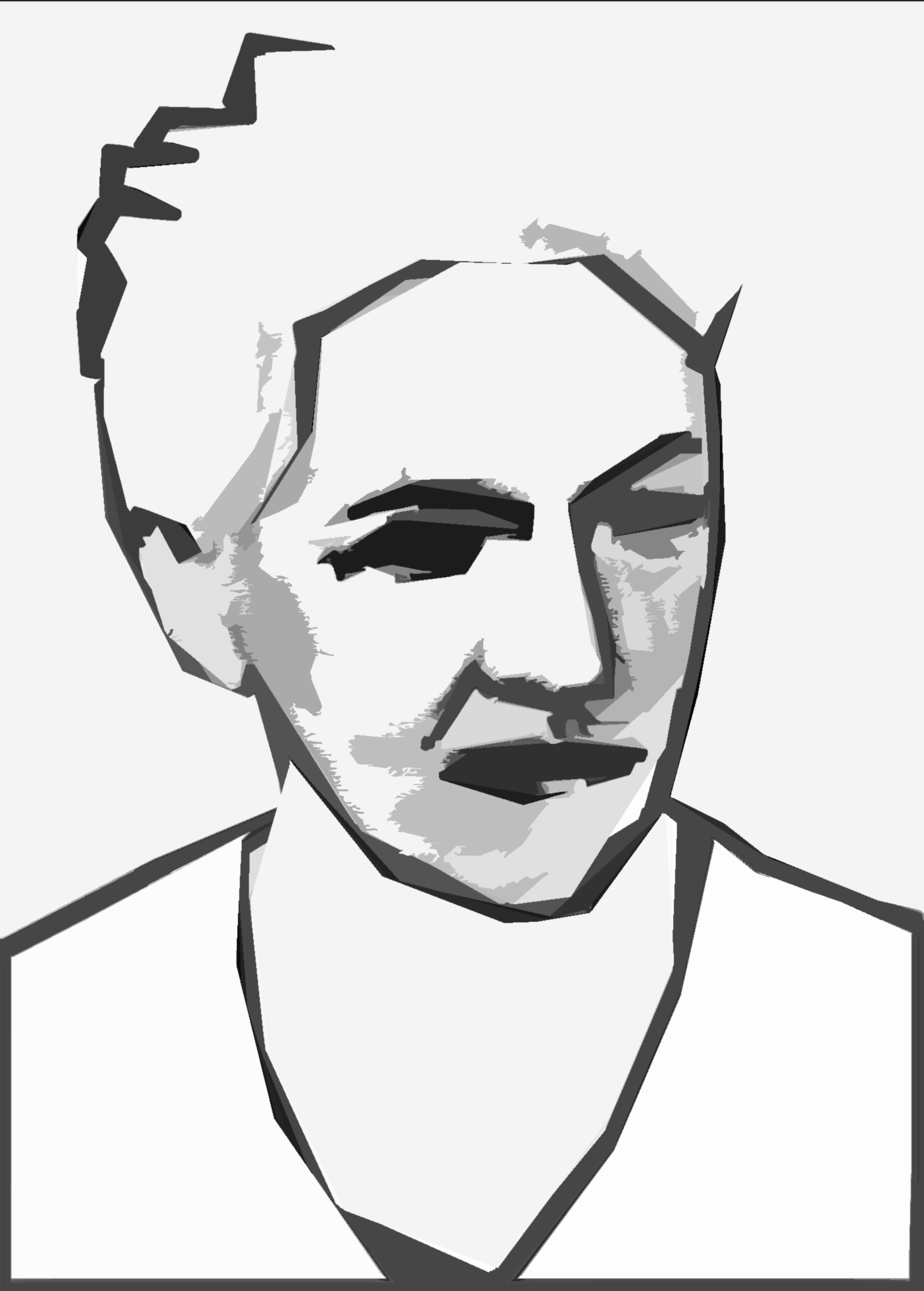
Julie Moscherlesová, géographe tchèque, figure de la discipline dans son pays

## A
- Maha Abdelhamid, géographe tunisienne, militante antiraciste travaillant sur les minorités en Afrique du Nord et au Moyen-Orient.
- Jeanne-Marie Amat-Roze (1948-), géographe de la santé française.
- Anne-Laure Amilhat Szary (1970-), géographe spécialiste de géographie politique et de la question des frontières.
- Irasema Alcántara-Ayala (1970-) géographe mexicaine, spécialiste des risques naturels.
- Isabel Margarida André (1956-2017), géographe portugaise et pionnière de la géographie du genre au Portugal.
- Marie-Françoise André (1953-), géographe et géomorphologue française spécialisée dans l'étude de l'architecture des paysages dans les régions polaires.
- Chadia Arab (1977-), géographe franco-marocaine, chercheuse au CNRS et spécialiste des migrations internationales.
- Natacha Aveline (1961-), géographe française spécialiste d'économie politique de la production urbaine en Asie orientale.

## B
- Zonia Baber (1862-1955), géographe et géologue américaine, réformiste de l'enseignement de la géographie, militante des droits humains.
- Virginie Baby-Collin (1972-), géographe française, spécialiste de géographie sociale portent sur les migrations internationales.
- Vera Baltz (1866-1943), géographe, géologue et pédologue russe pionnière à ce type de poste.
- Yvette Barbaza (1914-2009), géographe française spécialiste de la Méditerranée et plus précisément à la Costa Brava.
- Solenn Bardet (1975-), géographe, ethnographe, écrivaine et documentariste française qui consacre sa carrière aux Himbas.
- Holly Barnard, géographe américaine.
- Jacqueline Beaujeu-Garnier, (1917-1995), première femme docteure en géographie en France.
- Bertha Becker (1939-2013), géographe brésilienne spécialisée dans l'étude de l'Amazonie et de la géopolitique du Brésil.
- Michèle Béguin, (1942-2014) cartographe et universitaire française.
- Catherine Bernié-Boissard (1952-), géographe française spécialisée notamment dans la ville et le développement des territoires.
- Nathalie Blanc (géographe) (1964-), géographe et artiste française spécialiste des mobilisations environnementales et de l'Anthropocène.
- Chantal Blanc-Pamard (1948-), géographe française surtout connue pour ses travaux sur la lecture du paysage à Madagascar.
- Marianne Blidon (1976-), géographe française étudiant la spatialité des sexualités.
- Nana Bolašvili (1967-) géographe géorgienne spécialiste du karst.
- Jacqueline Bonnamour (1924-2020), géographe et universitaire française.
- Louise Boyd (1887-1972), géographe, exploratrice, botaniste, photographe, documentariste américaine connue pour ses expéditions au Groenland et en Arctique. Première femme à voler au-dessus du pôle Nord.
- Cynthia Brewer (1960-), cartographe et professeure américaine de géographie, créatrice du site internet d'aide à la cartographie ColorBrewer.
- Kath Browne (1977-), géographe irlandaise, spécialiste de géographie du genre et des géographies queers.
- Aadel Brun Tschudi (1909-1980), géographe, sinologue et auteure norvégienne.
- Sylvie Brunel (1960-), géographe française spécialiste de l'Afrique et des questions de développement et de famine.
- Fanny Bullock Workman (1859-1925), alpiniste, exploratrice, géographe et cartographe américaine.
- Molly Burhans (1989-), cartographe et analyse de données américaine, « Map Lady » de l’Église catholique.
- Anne Buttimer (1938-2017), géographe irlandaise et première femme à présider l'Union géographique internationale.
- Anastasia van Burkalow (1911-2004), professeure américaine de géologie et de géographie spécialiste de la géographie de la santé.

## C
- Christine Cabasset (1962-), géographe française spécialisée dans l'étude de l'Indonésie et du Timor oriental.
- Anna Cabré (1943-), professeure d'université espagnole en géographie humaine, experte en démographie.
- Eila Campbell (1915-1994), géographe et cartographe britannique qui s'intéresse notamment à l'histoire de la cartographie.
- Ana Fani Alessandri Carlos (1950-), géographe brésilienne spécialisée dans l'analyse des villes.
- Colette Cauvin (1944-), géographe et cartographe française, connue pour ses travaux sur les anamorphoses.
- Sylvia Chant (1958-2019), géographe du développement britannique féministe.
- Elena Chiozza (1919-2011), géographe argentine, figure moderne de la discipline au XXe siècle.
- Christine Chivallon (1961-), géographe française, anthropologue de l'espace et de la géographie sociale.
- María Francisca Atlántida Coll Oliva (1941-), géographe mexicaine spécialiste de géomorphologie et de géographie économique.
- Monica Cole (1922-1994), géographe britannique spécialiste de la biogéographie en Afrique du Sud.
- Béatrice Collignon (1965-), géographe française spécialiste des Inuits.
- Jacqueline Coutras (1942-), géographe française pionnière de la géographie du genre en France.
- Françoise Cribier (1930-), géographe française spécialisée dans le suivis des populations âgées.
- Susan Cutter (1950-) géographe américaine spécialisée sur les risques et catastrophes.
- Hanna Czeczott (1888-1982), géographe et botaniste polonaise, figure de la paléobotanique.

## D
- Patricia Daley, géographe britannique d'origine jamaïcaine spécialiste de l'Afrique.
- Suzanne Daveau (1925-) géographe, chercheuse et photographe franco-portugaise.
- Ruth DeFries (1956-), écologue et géographe américaine.
- Veronica Della Dora (1976-), géographe italienne spécialisée en géographie culturelle.
- Gisèle Dessieux (1946-), géographe, haute fonctionnaire et personnalité politique française.
- Mona Domosh (1957-), géographe et universitaire américaine spécialiste de géographie culturelle et de géohistoire.
- Élisabeth Dorier (1962-) géographe française spécialiste des grandes villes, des cultures urbaines et des processus de fermetures résidentielles.
- Moira Dunbar (1918-1999), géographe glaciologue écossaise-canadienne et chercheuse sur la banquise de l'Arctique.
- Françoise Dureau (1957-), géographe et démographe française, dynamiques urbaines et la mobilité spatiale des populations.
- Claire Dwyer (1964-2019), universitaire britannique, géographe et professeur de géographie humaine.

## E
- Kate Edwards (1965-), géographe américaine, conseil pour l'industrie du jeu vidéo.
- Iná Elias de Castro (1954-), géographe politique brésilienne spécialiste de la territorialité des institutions, de la représentation politique, du fédéralisme, du système municipal, de l'échelle politique et de la citoyenneté.
- Gertrude Emerson Sen (1890-1982), géographe américaine experte de l'Asie, membre fondatrice de la Society of Woman Geographers.
- Gerd Enequist (1903-1989), géographe suédoise figure de la géographie moderne en Suède.

## F
- Eileen Fairbairn (1893-1981), géographe néo-zélandaise pionnière dans l'enseignement de la géographie moderne.
- Louise Filion (1945-), professeure canadienne titulaire de biogéographie reconnue comme une des plus grandes spécialistes de biogéographie au Canada.
- Ruth Fincher (1951-), géographe australienne féministe.
- Irene Fischer (1907-2009), mathématicienne, géodésienne austro-américaine connue pour ses travaux sur le système géodésique mondial et la parallaxe de la Lune.
- Regina Fleszarowa (1888-1969), géographe polonaise, pionnière en géographie et géologie en Pologne, sénatrice et résistante.
- Irina Anatolevna Flige (1960-), géographe et activiste russe, présidente de la branche pétersbourgeoise de l'ONG Memorial.
- Myriem Foncin (1893-1976), géographe, bibliographe, bibliothécaire, historienne de la cartographie, chargée de mission au sein de l'Union géographique internationale.
- Manuelle Franck (1960-), spécialiste de la géographie urbaine et régionale de l'Asie du Sud-Est.
- Janet Franklin (1959-), biogéographe américaine.
- Lynne Frostick (1949-), géographe et géologue britannique agréée, spécialiste de la dynamique des sédiments et des écoulements dans les rivières et les estuaires

## G
- Fay Gale (1932- 2008) géographe australienne spécialisée dans l'égalité des chances pour les femmes et les Autochtones.
- Frances Gamble (1949-1997), géographe et spéléologue sud-africaine.
- Maria Dolors García Ramón (1943-), géographe espagnole, spécialiste en Histoire de la pensée géographique et pionnière dans la géographie du genre.
- Alice Garnett (1903-1989), géographe britannique, première femme présidente de l'Institute of British Geographers.
- Valérie Gelézeau (1967-), géographe française spécialiste des Corées.
- Cynthia Ghorra-Gobin (1950-), géographe française, spécialiste de la mondialisation et des villes.
- Béatrice Giblin-Delvallet (1947-), géographe et géopolitologue française.
- J. K. Gibson-Graham, pseudonyme partagé par les géographes économistes féministes Katherine Gibson et Julie Graham.
- Ruth Wilson Gilmore (1950-), géographe américaine spécialiste des prisons et abolitionniste des prisons.
- Maria Glazovskaïa (1912-2016), géographe et géochimiste, légende de sa discipline en Russie.
- Josefina Gómez Mendoza (1942-), géographe, écrivaine et professeure espagnole.
- Elina González Acha de Correa Morales (1861-1942), géographe, enseignante et militante argentine.
- Anita Graser (1986-), géographe autrichienne spécialiste des données de mobilité.
- Madeleine Griselin (1951-), géographe française, directrice de recherche émérite au CNRS, spécialisée en hydrologie continentale polaire.
- Michelle Guillon (1938-2022), géographe française pionnière de l'étude des relations internationales en France.
- Lucie Guimier, géographe française spécialisée en géopolitique de la santé publique.
- Angela Gurnell (1948-), professeure de géographie physique, spécialiste de l'hydrologie, la géomorphologie et l'écologie végétale.
- María Teresa Gutiérrez de MacGregor (1927-2017), géographe, chercheuse, professeure et académicienne mexicaine, spécialisée dans l'étude de la géographie urbaine et de la géographie de la population.

## H
- Susan Hanson (1943-), géographe américaine spécialiste du lien entre genre, travail et transport.
- Deirdre Hart (1975-), géographe néo-zélandaise spécialiste des milieux côtiers.
- Harriet Hawkins (1980-), géographe britannique spécialisée en géographie culturelle.
- Kiyomi Hayashi (1974-), géographe japonaise spécialisée dans l'alimentation et la pêche.
- Lesley Head (1957), géographe australienne spécialisée dans les relations entre l'être humain et son environnement.
- Julia Wilmotte Henshaw (1869-1937),  botaniste, géographe, écrivaine et militante canadienne.
- Mary Kingdon Heslop (1885-1955), géologue et géographe anglaise ; l'une des premières femmes à travailler en sciences à Londres, pionnière de l'utilisation de la photomicrographie couleur,
- Micheline Hotyat (1945-), géographe française spécialiste de la biogéographie et en particulier des forêts.
- Myriam Houssay-Holzschuch (1970),  géographe française, enseignante-chercheuse notamment sur la ségrégation spatiale et raciale en Afrique du Sud.
- Selma Huxley (1927-2020), géographe et historienne canadienne célèbre pour ses travaux sur histoire maritime du Canada et du Pays basque.

## I
- Hindou Oumarou Ibrahim (1984), géographe et militante tchadienne utilise la cartographie participative pour répondre aux enjeux du changement climatique et prévenir les conflits liés à l'accès aux ressources et à l'usage des terres.

## J
- Mariel Jean-Brunhes Delamarre (1905-2001) géographe et ethnologue française.
- Louise Johnson (1963-), géographe australienne spécialisée en géographie du genre et géographie post-coloniale.
- Lynda Johnston (1964-), académicienne néo-zélandaise, spécialiste de géographie humaine.
- Rebekah Jones (1989-), géographe américaine, analyste de données, lanceuse d'alerte sur le COVID 19.

## K
- Ruth Kark (1941-), experte israélienne de géohistoire.
- Cindi Katz, (1954-), géographe américaine spécialiste de géographie féministe marxiste, de géographie des enfants et de political ecology.
- Helen Kerfoot, géographe spécialisée en toponymie.
- Doryane Kermel-Torrès (1953-2005), géographe française spécialisée sur les interactions entre diverses formes de l’intervention publique de développement.
- Hafiza Khatun (1954-), professeure de géographe bangladaise.
- Mary Kingsley (1862-1900), exploratrice et une ethnographe britannique, en Afrique occidentale et équatoriale.
- Audrey Kobayashi (1951-) géographie canadienne spécialisée en géographie, géopolitique et en études raciales et de genre.
- Lily Kong (1965-) géographe singapourienne spécialisée sur les transformations urbaines en Asie et la géographie religieuse
- Ingrid Kretschmer (1939-2011), géographe et cartographe autrichienne, récipiendaire de la médaille Mercator.
- Martha Krug-Genthe (1871-1945), la première docteure en géographie au monde.
- Mei-Po Kwan (1962-), géographe quantitativiste et géomaticienne faisant partie des scientifiques les plus cités au monde.

## L
- Kuntala Lahiri-Dutt (1956-), géographe indienne spécialiste du genre et des liens entre modes de vie et ressources (mines, eau).
- Marcia Langton (1951-), l'une des principales personnalités aborigènes d'Australie, anthropologue et géographe.
- Wendy Larner (1963-), géographe féministe néo-zélandaise.
- Monique de La Roncière (1916-2002), géographe et bibliothécaire française, conservatrice au département des Cartes et Plans de la Bibliothèque nationale de France,
- Vanessa Lawrence (1962-), géographe anglaise, ancienne directrice de l'Ordnance Survey.
- Maryvonne Le Berre (1940-2012), géographe française connue pour ses travaux sur la notion de territoire.
- Marguerite Lefèvre (1894-1967) géographe belge.
- Leida Lepik (1968-2022), géographe et cartographe estonienne.
- Elisabeth Lichtenberger (1925-2017), « grande dame » de la géographe autrichienne.
- Diana Liverman (1954-), professeure britannique-américaine titulaire de géographie et de géographie du développement, co-autrice d'un rapport du GIEC
- Robyn Longhurst (1962-) géographe féministe néo-zélandaise.

## M
- Monique Mainguet (1937-), géographe spécialiste des pays secs.
- Alexandra Makounina (1917-2000),  géographe, enseignante et aviatrice soviétique.
- Kate Marsden (1859-1931), exploratrice, missionnaire, auteure et infirmière britannique.
- Édith Maruéjouls (1974-), docteure en géographie française, spécialiste de la géographie du genre.
- Doreen Massey (1944-2016), géographe et chercheuse en sciences humaines et sociales britannique.
- Nicole Mathieu (1936-), géographe française spécialiste des campagnes françaises et de leurs mutations.
- Marie-Claude Maurel (1947-), géographe française spécialisée sur les sociétés et les espaces ruraux de l’Europe centrale et orientale.
- Anita McConnell (1936-2016),  géographe, historienne des sciences britannique et conservatrice pour les sections d'océanographie et de géophysique au Science Museum de Londres.
- Linda McDowell (1949-),  géographe et universitaire féministe britannique, spécialisée dans l'ethnographie du travail et de l'emploi.
- Bernadette Mérenne-Schoumaker (1943-),  géographe belge, spécialiste de géographie économique et de didactique de la géographie.
- Évelyne Mesclier (1964-),  géographe et universitaire française, spécialiste de l'Amérique Latine andine.
- Larissa Mies Bombardi (1972-), géographe et lanceuse d’alerte brésilienne, spécialiste de l’agriculture et des pesticides.
- Helena Mitášová (1957-), professeure d'université en géomatique, figure du mouvement géospatial libre.
- Janet Momsen (1938-),  géographe britannique et canadienne, spécialiste de géographie du développement
- Aleksandra Monedzhikova (1889-1959), géographe et écrivaine bulgare
- Janice Monk (1937-) géographe féministe australo-américaine
- Alejandra Mora, géographe marine et scientifique chilienne
- Julie Moschelesová (1892-1956), géographe tchécoslovaque, pionnière en sciences dans son pays
- Victoria Mwaka, femme politique, première femme professeure de géographie et première femme docteure en géographie en Ouganda.

## N
- Keïta Rokiatou N'Diaye (1938-),  femme politique et géographe malienne.
- Phoebe Nahanni (1947-2001), géographe slavey-dénés et cartographe des terres Dénés.
- Catherine Nakalembe géographe ougandaise spécialiste de télédétection, lauréate de l'Africa Food Prize.
- Tatiana Nefiodova (1949-), géographe auteure de travaux liés au développement socio-économique du monde rural en fédération de Russie et précédemment en URSS.
- Marion Newbigin (1869-1934), géographe et biologiste écossaise, connue pour son livre Animal Geography.
- Petrica Novosel-Žic (1931-2021), première docteure en géographie de Croatie
- Patricia Noxolo, géographe britannique pionnière de la Black geography britannique.

## O
- Rannveig Ólafsdóttir (1963-), géographe islandaise spécialiste des questions de tourisme et d'environnement
- Hilda Ormsby (1877-1973), géographe britannique et première femme à siéger au conseil de l'Institute of British Geographers.
- Patricia Ortúzar, géographe argentine spécialisée dans les milieux polaires.
- Yōko Ōta (1928-), géographe japonaise spécialisée en géomorphologie
- Tatiana Oustinova, (1913-2009), géographe, géologue et exploratrice soviétique découvreuse de la Vallée des geysers.

## P
- Rachel Pain (1968-), géographe britannique, professeure de géographie humaine, spécialiste de la géographie du genre.
- Isabelle Pasquier-Eichenberger (1973-), géographe suisse spécialiste d'écologie et science de l'environnement
- Jocelyne Pérard (1940-) climatologue française, ancienne présidente de l'université de Bourgogne.
- Sophie Petersen (1885-1965), géographe, pédagogue, exploratrice, photographe, conférencière et écrivaine danoise
- Jenny Pickerill (1973-), géographe anglaise spécialisée dans l'environnement.
- Zahra Pishgahi Fard (1955-), professeure de géographie politique et politicienne iranienne.
- Françoise Plet (1943), géographe française pionnière dans l'étude du risque alimentaire.
- Alice Poulleau (1885-1960), première française agrégée d'histoire et géographie
- Geraldine Pratt (1955-), géographe féministe de l'économie et du travail.
- Evelyn Pruitt (1918-2000), géographe américaine inventrice du « remote sensing » (télédétection).
- Denise Pumain (1946-), géographe française, spécialiste de l'urbanisation et de la modélisation en sciences sociales.

## R
- Parvati Raghuram, professeur de géographie britannique, spécialiste des migrations
- Saraswati Raju (1949-), géographe indienne spécialiste de géographie du genre et postcoloniale.
- Marilyn Raphael, géographe trinidadienne spécialisée dans l'étude de la glace de mer.
- Judith Rees (1944-), géographe britannique spécialiste du changement climatique et la gouvernance des ressources et des risques environnementaux.
- Violette Rey (1943-), géographe française spécialiste de géographie rurale.
- Sylvie Rimbert (1927-), géographe et cartographe française connue pour avoir diffusé les méthodes de cartographie dont la télédétection.
- Marie-Claire Robic (1946-) géographe française spécialiste d'épistémologie de la géographie.
- Monique de La Roncière (1916-2002), géographe et conservatrice à la Bibliothèque nationale de France.
- Gillian Rose (1962-), géographe féministe et radicale britannique, spécialiste de cultures visuelles.
- Mechtild Rössler (1959-) géographe allemande. Elle est directrice du Comité du patrimoine mondial de l'UNESCO.
- Eliza Ruhamah Scidmore (1856-1928), journaliste, écrivaine, globe-trotteuse et géographe américaine.

## S
- Thérèse Saint-Julien (1941-), géographe française, spécialiste de géographie urbaine et des dynamiques territoriales.
- Teresa Barata Salgueiro (1948-), géographe portugaise spécialiste de l'urbanisme.
- Gopa Samanta (1968-), géographe indienne spécialiste du genre, des villes et des transports.
- Lena Sanders (1955-), géographe franco-suédoise spécialiste des dynamiques des systèmes de villes et de la modélisation.
- Karen Seto, géographe américaine spécialiste de l'urbanisation, co-rédactrice de rapports pour le GIEC.
- Jo Sharp (1969-), géographe féministe écossaise, spécialiste de géographie politique nommée « Geographer Royal for Scotland » en avril 2022.
- June Sheppard (1928-2016), géographe britannique spécialiste de géographie historique.
- Kira Shingareva (1938-2013), géographe et cartographe extra-terrestre russe à qui l'on doit la cartographie de la face cachée de la Lune.
- Bernadette Mérenne-Schoumaker (1943-), géographe belge spécialiste de géographie économique et de didactique de la géographie.
- Nathalie Sidibé (1988-), cartographe, entrepreneuse et fondatrice d'OpenStreetMap Mali.
- Raquel Soeiro de Brito (1925-), géographe portugaise, première femme docteure en géographie dans son pays.
- Jane Soons (1931-2020), géomorphologue néo-zélandaise.

- Helen Sooväli-Sepping, (1974-), géographe estonienne dont les travaux portent sur l'aménagement de Tallinn.
- Evelyn Stokes (1936-2005), géographe néo-zélandaise.
- Anne-Laure Amilhat Szary (1970-), géographe spécialiste des frontières.
- Kinga Székely (1945-) géographe, cartographe et spéléologue hongroise.

## T
- Martine Tabeaud (1951-) géographe française, spécialiste de climatologie, membre du groupe de recherche Riclim (Risques climatiques)
- Yelena Tağıyeva (1959-) géographe azerbaïdjanaise spécialisée dans l'étude de l'évolution du climat
- Isabelle Thomas (1956-), professeure et chercheuse belge en géographie économique.
- Joy Tivy (1924-1995), géographe irlandaise, elle contribue à faire de la biogéographie une sous-discipline distincte de la géographie.
- Millicent Todd Bingham (1880-1968) géographe américaine.
- Janet Townsend (1944- 2023), géographe féministe anglaise.
- Mazie O. Tyson (1900-1975), géographe et enseignante américaine.

## U
- Mimi Urbanc (1969-) géographe slovène spécialiste du paysage et de la toponymie slovène.
- Teruko Usui (1948-), géographe japonaise spécialisée dans la cartographie des risques et les systèmes d'information géographique.

## V
- Mari Vaattovaara (1967-) géographe finlandaise spécialiste de l'urbanisme à Helsinki.
- Yvette Veyret (1943-), géographe française spécialisée en géographie physique, risques naturels et développement durable.
- Germaine Veyret-Verner (1913-1973), professeure de géographie à Grenoble et spécialiste des Alpes, seconde femme à un tel poste en France.

## W
- Sarah Whatmore (1959-), géographe britannique spécialisée en géographie animale
- Gerd Wormdal (1930-1985) géographe norvégienne et militante des droits humains
- Lesley Wyborn (1949), géographe et géologue australienne, pionnière en géoinformatique
- Dawn Wright (1961-), géographe et océanographe américaine.

## Y
- Xiaopei Yan (1956-), géographe, urbaniste et femme politique chinoise.
- Brenda Yeoh (1963-), géographe singapourienne spécialiste des migrations et du genre.

## Z
- Shuzhen Zhou (1915-1997), géographe chinoise pionnière en climatologie en Chine.